# The Delivery Boy (film, 2018)
Pour les articles homonymes, voir The Delivery Boy.
Pour plus de détails, voir Fiche technique et Distribution.
The Delivery Boy est un film dramatique nigérian réalisé par Adekunle Adejuyigbé, sorti en 2018. 

## Synopsis
Un jeune homme drogue celui qui le surveille et se sauve avec une ceinture explosive. Nkem, une jeune femme au visage défiguré se prostitue pour payer l'opération de son petit frère. En fuyant un client, elle croise le jeune homme, un ancien orphelin renommé Amir, et décide de l'aider.

## Fiche technique
- Titre : The Delivery Boy
- Durée : 66 minutes
- Réalisation et scénario : Adekunle Adejuyigbé
- Photographie : Adekunle Adejuyigbé
- Montage : Adekunle Adejuyigbé
- Musique : Michael 'Truth' Ogunlade
- Production : Something Unusual Studios
- Langues : haoussa, pidgin, anglais
- Date de sortie : 2018

## Distribution
- Jammal Ibrahim : Amir
- Jemima Osunde : Nkem
- Charles Etubiebi : Kazeem
- Jude Chukwuka : Mallam Sadan
- Chris Iheuwa : Ofili
- Kehinde Fasuyi : Sister Dorcas

## Récompenses
- Africa International Film Festival 2018 : Prix du meilleur film nigérian[1].
- Africa Movie Academy Award du meilleur son

## Accueil critique
Pour l'édition nigériane de Vanguard, « le film trouve le temps de traiter adroitement de sujets tels que le terrorisme intérieur, l'endoctrinement des enfants soldats, et les abus sexuels sur mineurs. C'est un rappel nécessaire qu'il y a des réalisateurs talentueux ici bas, capables de faire des films de genre ».
Pour le Nollywood Post, « de même qu'il est bien écrit, The Deklivery Boy est certainement courageux. Il montre comment des abuseurs peuvent utiliser la religion et la culture du silence et de la honte pour ne pas répondre de leurs crimes. […] Sans message moralisateur, sans justice parfaite, deux personnes désespérées font de leur mieux dans des circonstances terribles ».